# Елантріс
Елантріс — перший роман американського письменника-фантаста Брендона Сендерсона.

## Анотація
Народитися в Арелоні — значить мати шас стати одним із богоподібних елантрійців, оволодіти магією та отримати вічне життя. Але так було до катастрофи, що сталася десять років тому. Величне місто Елантріс пало і перетворилося на місто-привид, що населяють не ідеальні магічні створіння, а живі мерці. Нова столиця Арелону живе в тіні Елантрісу і намагається не помічати, що сталося з величним містом. Все змінюється, коли Шаод приходить за наслідним принцом.

## Критика
Елантріс був позитивно сприйнятий як критиками, так і читачами.
Орсон Скотт Кард написав: «Елантріс — це найкращій фантастичний роман, написаний за багато років. Брендон Сендерсон створив дійсно оригінальний світ магії та інтриг…».

## Продовження та пов'язані роботи
Наразі Сендерсон планує писати продовження роману, але дату виходу поки не анонсовано.